# فيرخيليو مارتينيز فيليز
فيرخيليو مارتينيز فيليز (من مواليد 31 أغسطس 1977) طاهي وصاحب مطعم بيروفي يُعد أحد الجيل الجديد من الطهاة البيروفيين الذين يروجون لانتشار المطبخ البيروفي، أطلقت عليه مجلة ماري كلير لقب «النجم الجديد لسماء ليما المعدية».
في 29 أبريل 2013 دخل مطعمه في المركز 50 ضمن أفضل 50 مطعمًا في العالم صنفته مجلة ريستورانت البريطانية، في عام 2014 وصل إلى المركز 15 ، وفي وقت لاحق من ذلك العام حصل على لقب أفضل مطعم في أمريكا اللاتينية.